# Lucien Agoumé
Lucien Jefferson Agoumé (* 9. Februar 2002 in Yaoundé) ist ein kamerunisch-französischer Fußballspieler. Der Mittelfeldspieler steht als Leihspieler von Inter Mailand beim FC Sevilla unter Vertrag und ist seit September 2023 französischer U21-Nationalspieler.

## Karriere

### Verein
Der in Kamerun geborene Agoumé kam in seiner Kindheit nach Frankreich, wo er kurze Zeit bei Vereinen im ostfranzösischen Besançon spielte. Sein Talent wurde früh erkannt und auch Scouts von stärkeren Vereinen entdeckten den jungen Mittelfeldspieler. 2014 wurde er vom FC Sochaux-Montbéliard in deren Jugendakademie geholt. Bereits mit 15 Jahren spielte er für die U-19-Mannschaft der Lionceaux. Bereits mit 16 Jahren wurde er vom Trainer der Profis José Manuel Aira in die erste Mannschaft geholt. Am 19. Oktober wurde er beim 2:1-Auswärtssieg gegen den ES Troyes AC erstmals in einem Ligaspiel eingewechselt. Aira wurde Mitte November entlassen und unter dessen Nachfolger Omar Daf bekam er weitere Einsatzmöglichkeiten. Sein erstes Spiel von Beginn an bestritt er am 22. Dezember 2018 beim 1:0-Heimsieg gegen den FC Lorient.
Im Sommer 2019 wurde sein Wechsel zum italienischen Erstligisten Inter Mailand bekanntgegeben, wo er einen Dreijahresvertrag unterzeichnete. Bei Internazionale war er vorerst in der Primavera eingeplant. Im November stand er erstmals im Spieltagskader der ersten Mannschaft von Cheftrainer Antonio Conte. Am 15. Dezember (16. Spieltag) bestritt er sein Debüt beim 1:1-Unentschieden gegen den AC Florenz, als er in der 84. Spielminute für Borja Valero eingewechselt wurde. Insgesamt absolvierte er in dieser Saison 2019/20 drei Kurzeinsätze für Internazionale.
Am 24. September 2020 wechselte Agoumé auf Leihbasis für die gesamte Spielzeit 2020/21 zum Erstliga-Aufsteiger Spezia Calcio. Sein Debüt gab er am 25. Oktober 2020 (5. Spieltag) beim 2:2-Unentschieden gegen Parma Calcio. Im Anschluss wurde er erneut verliehen, dieses Mal nach Frankreich zu Stade Brest. Im September 2022 folgte eine einjährige Leihe an ES Troyes AC. Im Januar 2024 wurde er an den FC Sevilla verliehen.

### Nationalmannschaft
Für die französische U-16-Nationalmannschaft debütierte er am 5. Mai 2018 gegen Portugal. Bei der 2:3-Niederlage im Freundschaftsspiel gegen Deutschland erzielte er beide Tore für Frankreich.
Im September 2018 lief Agoumé erstmals für Frankreichs U-17 auf. Sein Debüt bestritt er am 25. September 2018 gegen Spanien.
Anlässlich der U-21-Europameisterschaft 2025 in der Slowakei wurde Agoumé von Trainer Gérald Baticle in das französische Aufgebot berufen.